# Тральщики проекта 923
Тральщики проекта 923 (полное название — Эскадренные тральщики-вертолётоносцы проекта 923 «Гранат») — неосуществлённый проект советских кораблей 1970-х годов — гибрид тральщика и вертолётоносца, специализированный корабль океанской зоны.

## Описание проекта
Проектирование нового типа тральщиков началось во второй половине 1970-х годов. Проект необычного специализированного противоминного корабля получил номер 923 и шифр «Гранат». По ТТЗ корабль должен был обладать такими же мореходностью и дальностью плавания, как и у других кораблей океанской зоны, а также многочисленным штатным противоминным, мощным артиллерийским и ракетным вооружением. В авиационную группу должны были входить пять вертолётов-тральщиков.
За основу были взяты корпус и главная энергетическая установка большого противолодочного корабля проекта 1155 (конструкция надстройки, расположение помещений, постов и радиоэлектронных средств). Вооружение тральщика включало два ЗРК «Кинжал» в носу и корме (64 ракеты), две 100-мм артустановки АК-100, четыре шестиствольных 30-мм зенитных автоматов АК-630 (в две батареи, по одной на борт), одна спаренная 25-мм установка 3М-2М для отстрела мин и комплекс противоторпедной, противоминной и противолодочной защиты «Удав-1».
Разработка вертолётов велась на основе вертолёта Ка-252 (более известное обозначение Ка-27). Для их задействования на корабле были установлены большой ангар, сдвоенная ВПП, хранилища для авиационного топлива, жилые помещения для личного состава авиагруппы. Радиоэлектронное вооружение состояло из следующей аппаратуры:
- двух РЛС общего обнаружения «Топаз»,
- наземной РЛС,
- станций управления ракетной и артиллерийской стрельбой,
- комплекса РЭБ,
- комплекса связи,
- системы ближней навигации для вертолетов,
- мощного гидроакустического комплекса.

В состав гидроакустического комплекса входили активные и пассивные ГАС, расположенные в носовом бульбовом обтекателе. Противоминное вооружение состояло из набора одинарных контактных и неконтактных тралов, шнуровых зарядов и комплексных искателей-уничтожителей мин КИУ-2 лазерно-телевизионного типа. Полное водоизмещение корабля на этапе техпроекта составило 7800 тонн, основные размеры – 163 х 19 х 5,4 м, что позволяло тральщику стать крупнейшим в мире по размеру. Мощность газотурбинной установки составляла 53 тысяч лошадиных сил, скорость полного хода 30 узлов, дальность плавания при скорости 14 узлов составляла 5600 миль. В экипаж входил 231 человек без учёта личного состава авиационной группы.
Однако все работы позднее были остановлены, а проект отменён. Причинами тому стали высокая стоимость корабля и отсутствие подходящего свободного завода-строителя. С соверемнной точки зрения, строительство подобного корабля выглядело бесперспективным, поскольку отряды вертолётов тральщиков можно было размещать на имеющихся авианесущих кораблях, универсальных десантных кораблях, транспортных судах-доках или мобилизуемых торговых судах. Сразу же после остановки проекта 923 вертолётный завод имени Камова прекратил разработку вертолёта Ка-252ПМО, поскольку не справлялся с другими вариантами машины. Руководство ВМФ продолжало смотреть на вертолеты как на элемент вооружения специального корабля и не рассматривало их как универсальное и эффективное вооружение.